# Plakatstil

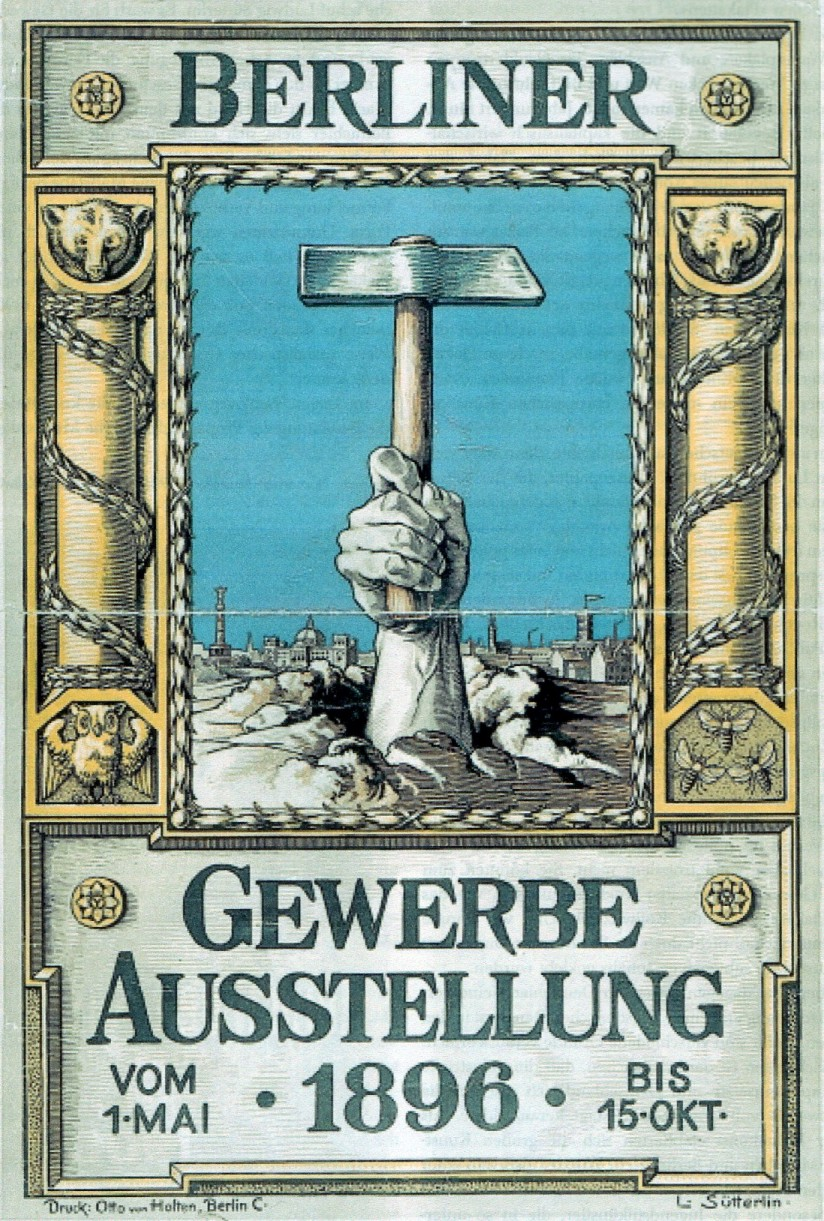
Poster realizat de artistul german Ludwig Sütterlin în 1896 pentru Expoziția industrială Berlin, Germania, 1896.

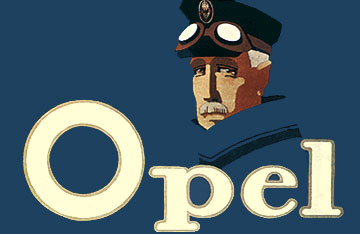
Hans Rudi Erdt, reclamă pentru automobilele Opel, 1911.

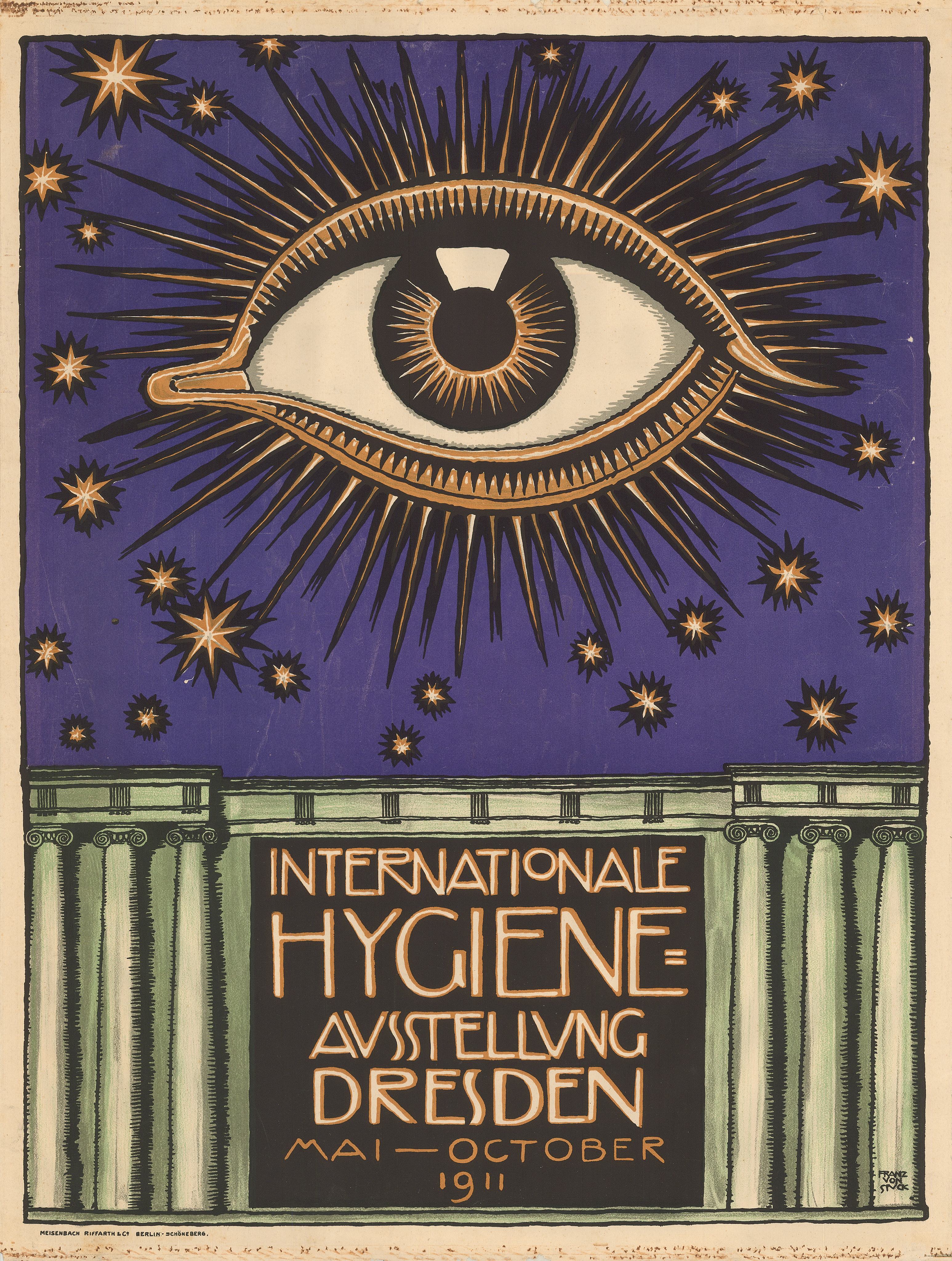
Poster realizat de artistul german expresionist și simbolist Franz Stuck, (1911).

 Plakatstil  a fost un anumit stil grafic, având programatic dorința unui mare impact vizual, utilizat în designul afișelor sau posterelor la sfârșitul secolului al XIX-lea și începutul secolului al XX-lea, stil care a provenit din Germania. În germană Plakatstil înseamnă „stil al afișului”. 
Conform Plakatstil-ului, modul de realizare al afișelor este unul îndrăzneț, atrăgător și esențializat, dar, în același timp este nuanțat și detailat la elementele cele mai importante ale comunicării subiectului expus. Mai exact, formele, obiectele, literele sunt simplificate, în timp ce subiectul propriu-zis este realizat cu o mare bogăție de mijloace grafice și coloristice, combinații nemaivăzute înainte.

## Descriere
Culorile și modul în care acestea sunt combinate în Plakatstil nu au mai fost văzute și folosite anterior, fiind atât neobișnuite cât și memorabile. Din acest punct de vedere Plakatstil-ul este un fel de "desprindere" de curentul artistic contemporan Art Nouveau, numit Jugendstil în Germania și, respectiv, Secesiunea vieneză în Austria. Spre deosebire de complexul, manieristul și sofisticatul Art Nouveau, stilul german al afișului este direct, absorbant și eficace. 
"Virarea" produsă de Plakatstil în domeniul vizualului a fost extrem de novatoare pentru timpul său, ajutând la crearea unei alte modalități de a vedea, realiza și percepe arta modernă, respectiv a educa privitorii spre o altă înțelegere a rolului afișului în transmiterea informației, și deci în realizarea unei comunicări mai eficiente. 

## Revista
Das Plakat a fost o revistă de artă din Germania, care a fost publicată în 1910 de Verein der Plakat Freunde (în română Societatea pentru prietenii posterului).  Societatea fusese fondată de dentistul Hans Sachs. Berlinezul Lucian Bernhard a fost, printre alțele, directorul societății.
Câțiva dintre artiștii timpului care au produs afișe de mare impact vizual, fiind exponenți ai Plakatstil-ului, sunt berlinezii: Lucian Bernhard, Hans Rudi Erdt, Ludwig Hohlwein, Franz Stuck și Ludwig Sütterlin.

## Legalitate
Ulterior, afișele realizate de ambele părți ale Oceanului Atlantic vor fi influențate de Plakatstil, marcând eficiența și forța impactului vizual stradal în conștiința publică. Printre altele, afișele vor fi folosite ca puternice arme de propagandă în timpul celui de-Al Treilea Reich, dar mai ales în perioada celui de-al Doilea Război Mondial.